# Höytiäinen
Höytiäinen är en sjö i Norra Karelen. Den ligger inom kommunerna Juga, Kontiolax och Polvijärvi i Östra Finlands län. Sjön, som hör till Vuoksens vattendrag, är ca 40 km lång och har en största bredd på ca 14 km . Det största djupet är på 62 m, medeldjupet är 10,7 m . Längden på strandlinjen är 472 km . Sjön avrinner i medeltal med 16 m³/s till Pyhäselkä .

## Sänkningen av vattennivån
Kyrkoherden Jakob Stenius d.y. (även känd som Fors-Jakob) planerade i början av 1800-talet en sänkning av vattennivån i Höytiäinen. Ett beslut om en sänkning på 30 fot (nästan 9 meter) gjordes år 1849. Grävandet av den 7 km långa Höytiäinen kanal (10 m djup och 40 m bred) påbörjades som planerat år 1854. Efter fem års arbete skulle den kontrollerade sänkningen av vattennivån påbörjas i mitten av augusti 1859. Dammbyggnaden av sand mellan sjön och den utgrävda kanalen hade emellertid försvagats av vattenmassorna i Höytiäinen. Luckorna i dammen kunde inte stängas den 3 augusti och dagen därpå kollapsade dammkonstruktionen helt. Vattenmassorna störtade utan kontroll ner mot Pyhäselkä och sköljde bort jordmassan ur kanalens botten. Vid den plats där dammen en gång legat kom berggrunden i dager efter nästan två veckor, varmed vattennivån upphörde att sjunka. Vattennivån hade sjunkit med ca 7,5 meter. Året därpå (1860) rensades forsen Puntarikoski mellan sjön och kanalen varmed vattennivån sjönk med ytterligare 2 meter. Den totala sänkningen av vattennivån uppgick således till 9,5 meter. Arean på sjön minskade med ca 30%, från ca 450 km² till ca 283 km². Vattenvolymen minskade med hälften .